# راي بويد
راي بويد (بالإنجليزية: Ray Boyd)‏ هو لاعب كرة قاعدة أمريكي، ولد في 11 فبراير 1887 في Hortonville, Indiana ‏ في الولايات المتحدة، وتوفي في 11 فبراير 1920 بسبب الإنفلونزا الأسبانية.

## وصلات خارجية
- راي بويد على موقعبيزبول رفرنس.كوم (الدوري الرئيسي) (الإنجليزية)
- راي بويد على موقعبيزبول رفرنس.كوم (الدوري الثانوي) (الإنجليزية)
- راي بويد على موقع مشجعي الرسوم البيانية (الإنجليزية)